# Dzięgiel litwor

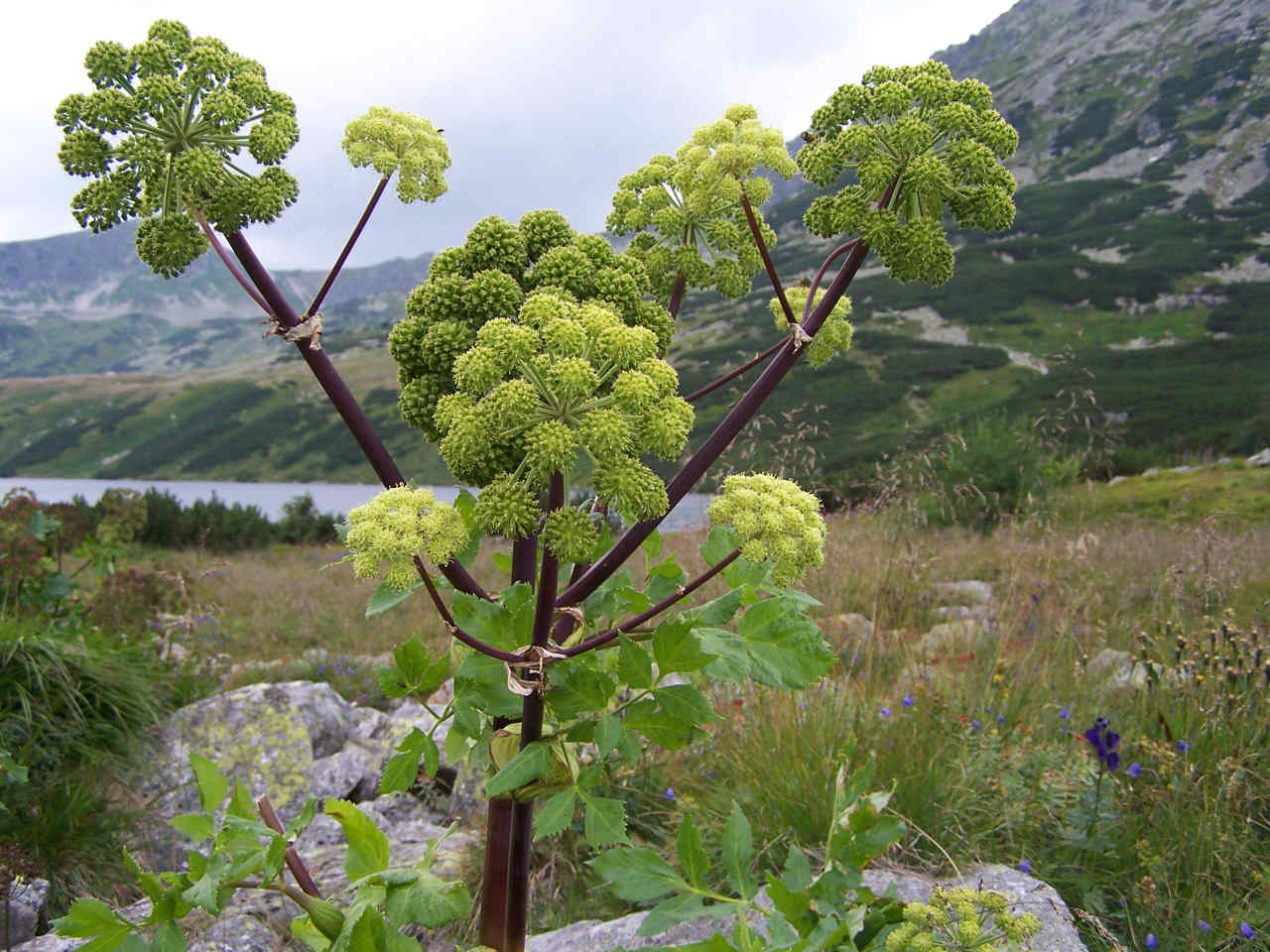
Bujne okazy na młakach nad Małym Stawem Polskim w Dolinie Pięciu Stawów Polskich

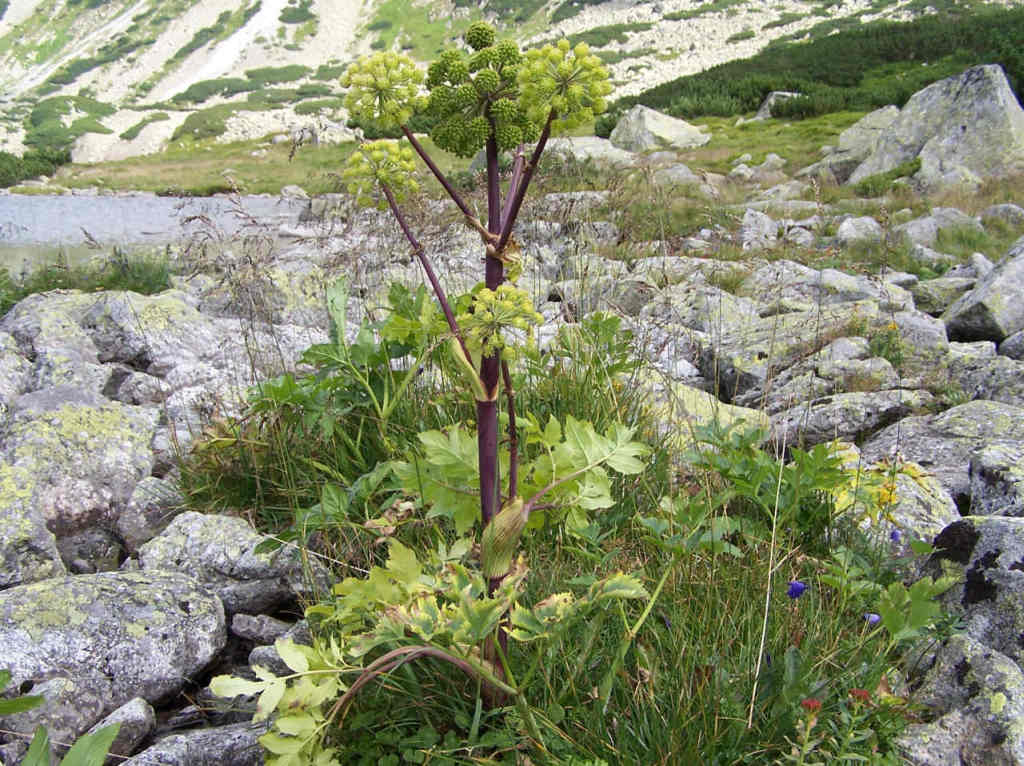
Dzięgiel litwor w Dolinie Pięciu Stawów Polskich

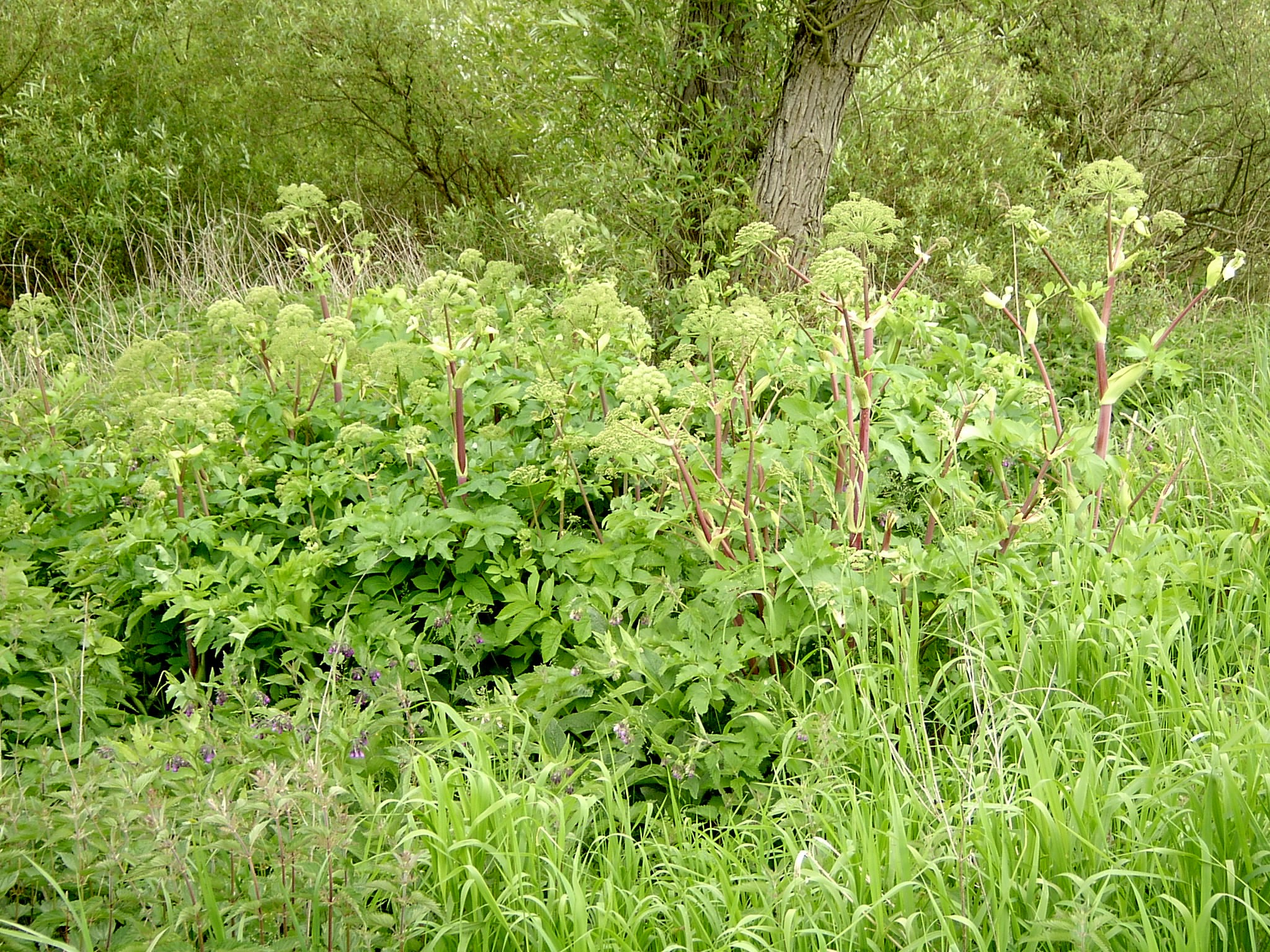
Podgatunek nadbrzeżny przy brzegach rzeki Iny na Pomorzu Zachodnim

Dzięgiel litwor, arcydzięgiel litwor (Angelica archangelica L., Archangelica officinalis Hoffm.) – gatunek rośliny z rodziny selerowatych. Roślina ma wiele nazw zwyczajowych i ludowych: angelika, dzięgiel lekarski, dzięgiel wielki, anielskie ziele, archangielski korzeń, anielski korzeń. Występuje na Grenlandii, w północnej i środkowej Europie oraz w zachodniej Syberii. W Polsce jest gatunkiem rodzimym – podgatunek typowy rośnie w Sudetach, na Babiej Górze i w Tatrach, podgatunek nadbrzeżny występuje głównie w pasie wybrzeża, ale wzdłuż dolin rzek sięga także do południowej Polski.

## Morfologia
PokrójOkazała roślina, dorasta do 2,5 m wysokości (podgatunek nadbrzeżny osiąga 3 m).
ŁodygaGruba, naga, bruzdowana, nieowłosiona, rozgałęziona, pusta w środku w międzywęźlach.
Kłącze i korzenieKłącze krótkie, o grubości 5 cm, pofałdowane i brunatne. Wyrastają z niego cienkie, podłużnie bruzdowane korzenie. Przełam jest nierówny. Przekrój poprzeczny wykazuje szarawobiałą, gąbczastą, wyraźnie promienistą korę z przewodami wydzielniczymi widocznymi w postaci brunatnych plam i jasnożółte lub szarawożółte drewno, w kłączu otaczające szarawy lub brunatnawobiały rdzeń.
LiścieDuże, 3–4-krotnie pierzaste, osadzone na długich ogonkach. Liście górne obejmują łodygę rozdętymi pochwami. Poszczególne listki są jajowate, na brzegu nierówno wcinane, ciemnozielone, od spodu sinozielone.
KwiatyDrobne, zebrane w duże, kuliste baldachy złożone, zielonkawo-żółte (u podgatunku typowego) i zielonkawo-białe (u podgatunku nadbrzeżnego). Kielich o pięciu niewyraźnych ząbkach. Płatków korony pięć, o długości ok. 1,5 mm. Pręcików pięć. Słupek dolny, z dwiema szyjkami. Pokryw brak, pokrywki płaskie i równowąskie, o długości mniej więcej takiej, jak baldaszki (u podgatunku nadbrzeżnego szczeciniaste i krótsze).
OwoceDuże rozłupki, składające się z dwóch płaskich, jasnobrązowych niełupek.

## Biologia i ekologia
Roślina dwuletnia i bylina. Kwitnie od końca czerwca do sierpnia. Siedlisko: rośnie w miejscach wilgotnych, na glebach żyznych, głębokich próchnicznych, przepuszczalnych – czarnoziemy, lessy, mady. Preferuje stanowiska słoneczne i półcieniste. Podgatunek typowy rośnie na wilgotnych łąkach na terenach górzystych, także w zaroślach, nad brzegami potoków, jest składnikiem ziołorośli wysokogórskich. Podgatunek nadbrzeżny rośnie w zbiorowiskach ziołorośli nadrzecznych nad wodami, im bliżej morza tym jest liczniejszy.
Liczba chromosomów 2n= 22.

## Zmienność
W Polsce występują dwa podgatunki:
- Dzięgiel litwor typowy (arcydzięgiel litwor, arcydzięgiel lekarski, anżelika) A. archangelica subsp. archangelica (syn. Archangelica officinalis Hoffm.). Występuje w górach, poza nimi uprawiany i dziczejący. Ma równowąskie pokrywki długości baldaszków. Kwiaty zielonkawożółte. Owoc długości 6–9 mm. Roślina osiąga 2,5 m wysokości[5]. W klasyfikacji zbiorowisk roślinnych gatunek charakterystyczny dla Ass. Aconitetum firmi[9].
- Dzięgiel litwor nadbrzeżny A. archangelica subsp. litoralis (Fr.) Thell. – (syn. Archangelica litoralis Fries). Występuje w pasie nadmorskim i wzdłuż brzegów rzek. Ma szczeciniaste pokrywki, ok. 2 × krótsze od baldaszków. Kwiaty zielonkawobiałe. Owoc 5–6 mm długości, o słabo zaznaczonych i tępych żebrach grzbietowych. Roślina osiąga 3 m wysokości[5]. W klasyfikacji zbiorowisk roślinnych gatunek charakterystyczny dla Ass. Calystegio-Angelicetum archangelicae litoralis[9].

## Zagrożenia i ochrona
Od 2014 roku roślina jest objęta w Polsce ochroną częściową. W latach 1983–2014 znajdowała się pod ścisłą ochroną, z powodu wykopywania roślin dla pozyskania surowca zielarskiego. Rozpowszechnienie jego uprawy w ogródkach zapobiegłoby niszczeniu stanowisk naturalnych.

## Zastosowanie

### Roślina lecznicza
Surowiec zielarskiKorzeń arcydzięgla litworu (Angelicae Archangelicae radix) – całe lub rozdrobnione, starannie wysuszone kłącze i korzeń. Surowiec powinien zawierać nie mniej niż 2,0 ml/kg olejku eterycznego.
Skład chemicznyOlejek eteryczny w zależności od części rośliny składa się z różnych związków aktywnych. Olejek z nasion zawiera β-fellandren (33,6–63,4%) i α-pinen (4,2–12,8%). Olejek z korzenia zawiera z kolei α-pinen (21,3%), δ-3-karen (16,5%), limonen (16,4%) i α-fellandren (8,7%) W zależności od miejsca występowania olejek z korzenia arcydzięgla może różnić się składem olejku. Ekstrahowany z korzeni rosnących w zachodnich Himalajach olejek zawiera głównie dillapiol (35,93–91,55%) i nothoapiol (0,1–62,8%).
Zbiór i suszenieZbiór korzeni prowadzi się w październiku następnego roku po wysiewie. Ścina się najpierw nadziemną część rośliny, korzenie wykopuje ostrożnie, by ich nie okaleczyć. Korzeń oczyszcza się z ziemi, odcina wszelkie części zielone i starannie myje. Po osuszeniu przecina się je wzdłuż. Suszyć w suszarni w temperaturze nie wyższej niż 35 °C.
Działanie i zastosowanieO właściwościach rośliny pisał już Syreniusz: Frasującym się korzeń na szyję zawieszony frasunek odpędza i serce wesołe czyni. Surowiec pobudza czynności wydzielnicze, działa rozkurczowo, wiatropędnie, antyseptycznie, uspokajająco. Zwiększa wydzielanie soków trawiennych, śliny, a także moczu i potu. Wykazano jego działanie przeciwdrgawkowe. Olejek eteryczny działa rozgrzewająco (przez drażnienie i powodowanie przekrwienia skóry) i nieznacznie przeciwbólowo. Korzeń arcydzięgla stosuje się w stanach skurczowych przewodu pokarmowego, bólach brzucha, atonii jelit, dolegliwościach trawiennych, dolegliwościach czynnościowych serca, zawrotach głowy, braku apetytu i wzdęciach, zatruciach pokarmowych, nikotynowych i alkoholowych, jako łagodny środek uspokajający. Olejek jest wykorzystywany do nacierania przy nerwobólach i bólach reumatycznych.
Ekstrakt z dzięgla jest silnym inhibitorem izoformy C ketoheksokinazy fruktozowej.
Olejki eteryczne dzięgla wykazują znaczną aktywność przeciwdrobnoustrojową przeciwko Clostridium difficile, Clostridium perfringens, Enterococcus faecalis, Eubacterium limosum, Peptostreptococcus anaerobius i Candida albicans. Ponadto olejek działa słabo wobec mikroflory jelitowej. Wykazuje działanie przeciwgrzybicze na niektóre gatunki z rodzaju Fusarium, Botrytis cinerea i Alternaria solani. Mieszanina olejku arcydzięglowego, alkoholu fenyloetylowego (PEA) i α-terpineolu w stosunku 1:1:1 hamuje wzrost Aspergillus flavus NKDW-7 (szczep aflatoksygeniczny) i produkcję aflatoksyny B1, odpowiednio przy 2,25 i 2,0 μl/ml. W stężeniu 2,0 μl/ml połączenie to wykazało powyżej 90% spadek zawartości ergosterolu w błonie plazmatycznej A. flavus.
DawkowanieDoustnie stosuje się dobowo 4,5 g surowca lub 1,5–3 g wyciągu płynnego lub 1,5 g nalewki. Zewnętrznie 10–20 kropli olejku.
Działania uboczneZe względu na zawartość furanokumaryn surowiec działa fototoksycznie i może powodować stany zapalne skóry.

### Roślina jadalna
Wykorzystywany w cukiernictwie do ozdabiania ciast i tortów (skośnie pocięte fragmenty łodygi zebrane w maju smażone są w cukrze). Z młodych łodyg i grubszych ogonków liściowych można sporządzać konfiturę. Stosowana także przy produkcji alkoholi: likierów czy dzięgielówki. Korzeń arcydzięgla litworu, jak również kandyzowane łodygi i ogonki liściowe noszą nazwę anżelika. Liście młodych roślin dodaje się do sałatek, po ugotowaniu można je spożywać jak inne warzywa.

### Roślina miododajna
Kwiaty wydzielają duże ilości łatwo dostępnego dla pszczół nektaru. Wydajność miodowa tego gatunku wynosi do 200 kg/ha. Miód z niego ma jasny kolor, jest mocno aromatyczny i ostry w smaku.

### Roślina ozdobna
Jest uprawiana ze względu na ładny pokrój przypominający palmę, mocną strukturę i przyjemny zapach.

## Uprawa
Rozmnaża się z nasion wysiewanych na rozsadniku lub wprost do gruntu. Na rozsadnik wysiewa się nasiona pod koniec lipca lub na początku sierpnia. Wprost do gruntu nasiona wysiewa się w sierpniu. Roślinę uprawia się na glebie średnio żyznej, przepuszczalnej. Po przekwitnięciu i dojrzeniu nasion roślinę wycina się przy samej ziemi, gdyż staje się nieładna.

## Nazewnictwo
Nazwa łacińska pochodzi od słowa archangelos, które oznacza archanioł. Od nazwy tej rośliny pochodzi wiele geograficznych nazw w Tatrach, np. Dolina Litworowa, Litworowa Przełęcz, Litworowy Staw Gąsienicowy.